# Harwell
Harwell – wieś i civil parish w Anglii, w Wielkiej Brytanii.
Tutaj w 1947 uruchomiono pierwszy w Europie reaktor jądrowy. Dziś w Harwell funkcjonuje ośrodek badań jądrowych.
Miasto od czasu zmiany granic hrabstw Berkshire i Oxfordshire w 1974, zostało największym ośrodkiem miejskim południowej części hrabstwa Oxfordshire i przeżywa gwałtowny rozkwit. Harwell jest wspomniana w Domesday Book (1086) jako Harewelle/Haruuelle.
Od lat 40. do 90. XX wieku znajdował się tu największy brytyjski ośrodek badań jądrowych Atomic Energy Research Establishment.